# La vereda de enfrente
La vereda de enfrente es el primer trabajo audiovisual de Jorge Cedrón, es un corto en blanco y negro de 17 minutos filmado en la Isla Maciel.

## Argumento
Un muchacho acompaña a otro a iniciarse con una prostituta de la Isla Maciel.

## Crítica
El sencillo planteo argumental del film es una excusa para realizar un ensayo descriptivo sobre ese otro mundo, sórdido y tan latinoamericano, que contrasta con la inmediata y europea Buenos Aires. Formalmente, el cortometraje está mal filmado, mal pegado y mal doblado pero no mal actuado. Lo que dice y muestra tiene un valor raro, una especie de virginidad grosera y provocativa